# Syngnathus exilis
Syngnathus exilis — вид морських іглиць. Мешкає в східній Пацифіці від Хадф-Мун-Бей в центральній Каліфорнії, США, до півдня центральної Баха-Каліфорнії і острова Гуадалупе, Мексика. Морська субтропічна демерсальна риба, сягає 25 см довжиною.